# Хай-Бар Кармель
Хай-Бар Кармель (івр. חי בר בכרמל) — заповідник на території гірського масиву Кармель в Ізраїлі недалеко від Хайфського університету. Мета створення — реінтродукція в Ізраїлі зниклих видів тварин.

## Розташування і загальний опис
Хай-Бар Кармель розташований на гребені масиву Кармель, в районі, відомому як «Маленька Швейцарія». В'їзд на територію заповідника знаходиться в 300 метрах южней студентського містечка Хайфського університету. Площа заповідника — 6 км².
Хай-Бар Кармель являє собою один із заповідників, що входять в комплекс національного парку і біосферного заповідника Кармель, а також частина програми Управління природи і парків Ізраїлю «Хай-Бар». Програма «Хай-Бар», заснована в 1960-ті роки, ставить своєю метою реінтродукція в Ізраїлі біологічних видів, згаданих у Біблії і раніше мешкали на цій території, але згодом на ній винищених. У рамках програми передбачається створення репродуктивних популяцій, за яким слід акліматизація і звільнення тварин у середу природного проживання. Крім кармельского заповідника, в рамках програми діє заповідник Хай-Бар Йотвата в пустелі Арава на півдні країни. Під час лісової пожежі на Кармелі в 2010 році десятки співробітників Управління природи і парків Ізраїлю були мобілізовані, щоб уповільнити наближення вогню до заповідника, поки інші евакуювали тварин. У підсумку від вогню вдалося врятувати близько 200 особин.
Хай-Бар Кармель відкритий для відвідувачів цілий рік по суботах з 8 години ранку до 4 годин вечора; групи також можуть бронювати відвідування в інші дні тижня. Для відвідувачів проводяться екскурсії тривалістю одна година.

## Основні представлені види
|  | Українська назва         | Латинська назва                                             |
|  | ------------------------ | ----------------------------------------------------------- |
|  | Муфлон                   | Ovis aries orientalis                                       |
|  | Критський гірський козел | Capra aegagrus creticus                                     |
|  | Іранська лань            | Dama dama mesopotamica                                      |
|  | Європейська козуля       | Capreolus capreolus (в івриті відома як кармельская козуля) |

Також у заповіднику створено умови для гніздування білоголових сипів (Gyps fulvus) та інших хижих птахів.